# فريدريك بينيت
فريدريك بينيت (بالإنجليزية: Frederick Bennett)‏ هو قسيس نيوزيلندي، ولد في 1872، وتوفي في 16 سبتمبر 1950.